# Ден Босх (футбольний клуб)
«Ден Босх» (нід. Den Bosch) — професійний нідерландський футбольний клуб з міста Гертогенбос. Виступає у Еерстедивізі, другому за силою національному дивізіоні. Домашні матчі проводить на стадіоні «Де Влірт», який вміщує 8 500 глядачів.

## Історія
У 1897 році було створено футбольний клуб «Вільгельміна», а через 10 років у місті Гертогенбос з'явився клуб NOAD, який скоро змінив назву на БВВ (BVV). У середині ХХ століття БВВ (Bossche Football Association) був одним з найсильніших клубів в Нідерландах. У сезоні 1947-48 команда стала чемпіоном країни, а у наступному сезоні здобула срібні медалі чемпіонату.
У 1965 році було створено футбольний клуб «Ден Босх», який став правонаступником БВВ і виступав за його ліцензією. У 1967 році до нового клубу приєдналася і «Вільгельміна». Інша команда з назвою «Вільгельміна» почала виступати на аматорському рівні.
За підсумками сезону 1970-71 «Ден Босх» змогли піднятися до Ередивізі, проте, не зважаючи на цілком пристойний склад, команда понизилась у класі вже після кампанії 1972-73. Лише через десять сезонів у 1983 році дракони повернулися до еліти. Команда виступала на пристойному рівні до початку 1990-х років, а в сезоні 1990-91, навіть, дісталася до фіналу кубка Нідерландів. Із середини 90-х клуб лише три сезони провів у Ередивізі.

## Досягнення
- Чемпіонат Нідерландів:
  - Чемпіон (1): 1947-48 (як БВВ)
  - Срібний призер (1): 1948-49 (як БВВ)
- Кубок Нідерландів:
  - Фіналіст (1): 1990-91
- Еерстедивізі (рівень 2):
  - Чемпіон (4): 1970-71, 1998-99, 2000-01, 2003-04
- Твеедедивізі (рівень 3):
  - Чемпіон (1): 1965-66